# Campeonato Brasileiro de Futebol Americano de 2017
O Campeonato Brasileiro de Futebol Americano de 2017 foi uma competição organizada pelas ligas de clubes Liga Brasil Futebol Americano (Liga BFA), Liga Nacional de Futebol Americano (LNFA) e Liga Nordestina de Futebol Americano (LINEFA), chanceladas pela Confederação Brasileira de Futebol Americano (CBFA).
A Liga BFA organizou a competição homônima, que corresponde à divisão de elite do futebol americano no país. Já a LNFA e LINEFA organizaram a Liga Nacional, divisão de acesso à BFA.
O campeonato nacional contou com 70 equipes: 30 na Liga BFA e 40 na Liga Nacional, sendo 10 destas pela LINEFA.

## Brasil Futebol Americano
Este torneio contou com a participação de 30 equipes em suas quatro conferências. Disputaram 25 equipes que participaram da elite nacional, a Superliga Nacional de 2016 e as quatro equipes que garantiram acesso através da divisão de acesso, a Liga Nacional de 2016. A equipe do Vitória FA, atual Cavalaria 2 de Julho, que havia sido rebaixada em 2016 continuou na competição este ano, enquanto o Cabritos FA não participou. As duas melhores equipes disputam a grande final, o Brasil Bowl VIII. A pior equipe de cada conferência é rebaixada à Liga Nacional de 2018.

### Equipes participantes
| Conferência Sul | Conferência Sudeste                                                                                    | Conferência Sudeste                                                                                           |
| --- | --- | --- |
| - Brown Spiders FA - Coritiba Crocodiles - Juventude FA - Paraná HP - Santa Maria Soldiers - São José Istepôs - Timbó Rex | Grupo Leste - Botafogo Reptiles - Lusa Lions - Minas Locomotiva - São Paulo Storm - Vila Velha Tritões | Grupo Oeste - Corinthians Steamrollers - Flamengo Imperadores - Patriotas FA - Sada Cruzeiro - Santos Tsunami |
| Conferência Centro-Oeste                                                                                                  | Conferência Nordeste                                                                                   | Conferência Nordeste                                                                                          |
| - Campo Grande Predadores - Cuiabá Arsenal - Goiânia Rednecks - Sinop Coyotes - Tubarões do Cerrado                       | Grupo Norte - Bulls Potiguares - Ceará Caçadores - UFERSA Petroleiros - Tropa Campina                  | Grupo Sul - Cavalaria 2 de Julho - João Pessoa Espectros - Recife Mariners - Recife Pirates                   |

### Premiações
| Brasil Bowl VIII                  |
| Minas Gerais                      |
| --------------------------------- |
| Sada Cruzeiro Campeão (1º título) |

| Conferência Sul                         |
| Paraná                                  |
| --------------------------------------- |
| Coritiba Crocodiles Campeão (7º título) |

| Conferência Sudeste               |
| Minas Gerais                      |
| --------------------------------- |
| Sada Cruzeiro Campeão (1º título) |

| Conferência Centro-Oeste           |
| Mato Grosso                        |
| ---------------------------------- |
| Cuiabá Arsenal Campeão (5º título) |

| Conferência Nordeste (Nordeste Bowl VIII) |
| Paraíba                                   |
| ----------------------------------------- |
| João Pessoa Espectros Campeão (8º título) |

## Liga Nacional
Este torneio contou com a participação de 40 equipes em suas quatro conferências. Quatro equipes garantem vaga no Brasil Futebol Americano de 2018.

### Equipes participantes
| Conferência Centro-Oeste                                                                                        | Conferência Sudeste | Conferência Sudeste                                                                                                   | Conferência Sudeste                                                                                          |
| --- | --- | --- | --- |
| Grupo A - Brasília Alligators - Brasília Templários - Leões de Judá - Rondonópolis Hawks - Sorriso Hornets      | Grupo B - Botafogo Challengers - Ponte Preta Gorilas - Rio Preto Weilers - Taquaritinga Defenders - Uberlândia Lobos    | Grupo C - Fluminense Guerreiros - Mooca Destroyers - Piracicaba Cane Cuters - Sorocaba Vipers - Volta Redonda Falcons | Grupo D - Betim Bulldogs - Juiz de Fora Imperadores - Macaé Oilers - Jundiaí Ocelots - Palmeiras Locomotives |
| Conferência Sul                                                                                                 | Conferência Sul | Conferência Nordeste                                                                                                  | Conferência Nordeste                                                                                         |
| Grupo E - Curitiba Lions - Foz do Iguaçu Black Sharks - Jaraguá Breakers - Joinville Gladiators - Maringá Pyros | Grupo F - Bento Gonçalves Snakes - Criciúma Miners - Gaspar Black Hawks - Porto Alegre Gorillas - São Leopoldo Mustangs | Grupo Sul - Carrancas FA - Caruaru Wolves - Maceió Marechais - Recife Apaches - Sergipe Redentores                    | Grupo Norte - Arcoverde Templários - Olinda Sharks - Natal Scorpions - Roma Gladiadores - São Luís Sharks    |

### Premiações
| Nacional Bowl                       |
| Mato Grosso                         |
| ----------------------------------- |
| Sorriso Hornets Campeão (1º título) |

| Liga Nordeste                       |
| Rio Grande do Norte                 |
| ----------------------------------- |
| Natal Scorpions Campeão (1º título) |